# Старе Пражухи
Старе Пражухи (пол. Stare Prażuchy) — село в Польщі, у гміні Гміна Цекув-Кольонія Каліського повіту Великопольського воєводства.
Населення — 202 особи (2011).
У 1975-1998 роках село належало до Каліського воєводства.

## Демографія
Демографічна структура станом на 31 березня 2011 року:
|          | Загалом | Допрацездатний вік | Працездатний вік | Постпрацездатний вік |
| -------- | ------- | ------------------ | ---------------- | -------------------- |
| Чоловіки | 98      | 20                 | 69               | 9                    |
| Жінки    | 104     | 23                 | 60               | 21                   |
| Разом    | 202     | 43                 | 129              | 30                   |